# Willa „Aida”
Willa „Aida” – jedna z najstarszych zabytkowych drewnianych obiektów znajdujących się w podwarszawskiej miejscowości Podkowa Leśna, pierwotnie dom letniskowy Stanisława Wilhelma Lilpopa i jego rodziny, następnie pierwszy dom Anny i Jarosława Iwaszkiewiczów. Willa pochodzi z XIX wieku.

## Historia
Willa została wybudowana około 1900 roku przez Stanisława Wilhelma Lilpopa. Została częściowo zdewastowana wskutek I wojny światowej. 
Następnie użytkowana przez Annę Iwaszkiewicz z domu Lilpop i Jarosława Iwaszkiewicza. W tamtym okresie była tętniącym życiem ośrodkiem literackiej kultury, rozwijała się tu grupa poetycka „Skamander”, m.in. gościły i tworzyły tu takie osobowości jak Antoni Słonimski, Julian Tuwim, Jerzy Mieczysław Rytard wraz z żoną Heleną Roj-Kozłowska, Jan Lechoń – a także osoby spoza grupy; Karol Szymanowski i Jerzy Liebert. W latach 30. XX wieku „Aida” zmieniła właścicieli i pełniła funkcję mieszkalną, a parkowo-leśna działka, na której była położona została rozparcelowana. Goście zostawali w niej na kilka godzin lub kilkanaście dni, najsłynniejszym meblem w domu była czerwona kanapa umiejscowiona w gabinecie, na której najczęściej zasypiali. W okresie letnim jeszcze młodzi właściciele przywozili z Warszawy pianino, ponieważ nie wyobrażali sobie dnia bez muzyki, następnie wracał on wraz z nimi z powrotem do stolicy w okresie jesiennym.
W 1928 roku budynek popadł w zapomnienie z powodu przeprowadzki Iwaszkiewiczów do ich nowo wybudowanego dworu „Stawisko”, do którego zaczęli również przyjeżdżać wszyscy dotychczasowi goście. W ramach spłaty długów, „Aida” przeszła na własność Banku Spółek Zarobkowych, ostatecznie trafiając w ręce jego dyrektora, Bolesława Jankowskiego.
Po II wojnie światowej obiekt wielokrotnie zmieniał swoich właścicieli, willa została zasiedlona administracyjnie przez kilka rodzin, stopniowo popadała w ruinę. Jednak po czasie opuszczony już dom zakupiła i częściowo wyremontowała rodzina Klatów. „Aida” stała się też siedzibą założonej przez ówczesną właścicielkę Wiesławę Klatę fundacji Alternatywa – organizującą warsztaty teatralne i edukującą dzieci przez pryzmat sztuki, a także zajmującą się zabawami artystycznymi.
W 2009 roku ponownie zmieniła właściciela. Była poddana remontowi o charakterze konserwatorskim i w 2010 roku została wpisana do rejestru zabytków. Od 2011 r. pełni funkcję muzeum historii lokalnej, będącym jednym z lokalnych centrów kulturalnych. Obecnie w willi organizowane są spektakle teatralne, widowiska plenerowe, spotkania autorskie, koncerty, wystawy i wieczory poezji.

## Opis architektury
„Aida” to modrzewiowy budynek o charakterze willowym z werandą w stylu szwajcarskim na ceglanej podmurówce. Struktura budynku opiera się na kształcie litery „L”. Willa posiada dwuspadowy siodłowy dach, którego szczyt zdobi ornament figuralny dwóch smoków w przeciwstawnym układzie. Istotnym elementem użytkowym willi jest piec kaflowy z imponująca dekoracją zwieńczenia oraz część stolarki drzwiowej.
Jarosław Iwaszkiewicz opisał willę słowami: „Jeszcze kolejka elektryczna nie przecinała lasów, a całość, zgrupowana naokoło podwórza, które posiadało przepiękną romantyczną stodołę z wielkim gotyckim oknem u szczytu, sprawiała wrażenie czegoś dzikiego i o sto mil od miasta leżącego. Las, który wielką podkową otaczał staroświeckie podwórze, wydawał mi się prawie dziewiczym i naprawdę był piękny. Stare sosny i dęby rosły tu w wielkiej obfitości. Mój przyszły teść – wielki i znany myśliwy – gospodarował na tym kawałku mając na widoku tylko polowanie. Pełno więc tutaj było zwierzyny, a i sam las pomyślany był raczej jako park myśliwski niż jako gospodarstwo leśne”.
Początkowo taras znajdował się z boku, na osi budynku, jednakże obecnie został przeniesiony na stronę od ul. Lilpopa.